# Процент
Процент (от латински: pro centum – „на сто“) е {\displaystyle {\frac {1}{100}}} (една стотна) част от едно число. Бележи се със знака %. Процентът е безразмерна величина (чисто число). Процентите могат да се запишат и като десетична дроб, например 15 % от А = 0,15×А. Използват се за означаване на част от цялото. Например 17 % от 500 kg означава 17 части по 5 kg всяка, тоест 85 kg. Вярно е също, че 200 % от 500 kg е 1000 kg, тъй като 1 % от 500 kg е 5 kg, а 5 × 200 (т.е. 5 умножено по 200) = 1000.
В „Официалния правописен речник на българския език“ няма правило дали се оставя, или не интервал между число, обозначено с цифри, и знака %, но наличните в речника примери са без интервал (напр. 10%). По Международната система единици преди знака % винаги се поставя интервал (напр. 10 %), както при всички други мерни единици. Въпреки това в научните среди и много от държавите правилото невинаги се спазва.

## Произход
В Древния Рим много преди съществуването на десетичната бройна система, изчисленията често се извършвали с помощта на дроби, кратни на 1/100. Например Октавиан Август е наложил данък в размер на 1/100 върху стоки, продадени на търг – това е било известно на латински език като centesima rerum venalium (стотна от продадените артикули). Изчисления като тези са подобни на изчисляването на проценти.
С деноминацията на валутата през Средновековието изчисленията със знаменател 100 стават по-често срещани, а от края на XV в началото на XVI век този метод на изчисление започва да се използва широко, съдейки по съдържанието на изследваните материали, съдържащи аритметични изчисления. В много от тези материали този метод се използва за изчисляване на печалбата и загубата, лихвените проценти, а също и в „тройното правило“. През XVII век тази форма на изчисление става стандарт за представяне на лихвените проценти в стотни.
В Русия понятието „процент“ е въведено за първи път от Петър I. Но се смята, че подобни изчисления са започнали да се прилагат в Смутното време като резултат от първото обвързване на сечени монети 1 към 100 в световната история, когато рублата първо се е състояла от 10 гривни, а по-късно от 100 копейки.

## Връзка между числа и проценти
Числата в проценти (от сто, стотни) имат за цел да илюстрират пропорциите и да ги направят сравними, като свързват величините с еднаква основна стойност (сто). Следователно процентът се използва и като спомагателна мерна единица за пропорции.

### Намиране на процент от дадено число
{\displaystyle p\ \%} от {\displaystyle A={\frac {p}{100}}} от {\displaystyle A={\frac {p.A}{100}}=B}

### Намиране на число по даден процент от него
{\displaystyle p\ \%} от {\displaystyle A} е {\displaystyle B}; {\displaystyle {\frac {p}{100}}.A=B}; {\displaystyle A={\frac {B.100}{p}}}

### Намиране на процент от процент от дадено число
{\displaystyle p\ \%} от {\displaystyle n\ \%} от{\displaystyle A={\frac {p}{100}}} от {\displaystyle {\frac {n}{100}}} от {\displaystyle A={\frac {p.n.A}{100.100}}=B}
Например, 50 % от 40 % е:
50100 × 40100 = 0,50 × 0,40 = 0,20 = 20100 = 20 %.

### Изразяване на дадено числоAв проценти от друго числоB
{\displaystyle {\frac {A}{B}}.100\ \%}

### Съотношение на проценти, десетични числа и дроби
Изразяването на процента в число става чрез деление на 100.
- {\displaystyle 0\,\ \%=0}
- {\displaystyle 0,07\,\ \%=0,0007}
- {\displaystyle 45,1\,\ \%=0,451}
- {\displaystyle 76,69\,\ \%=0,7669}
- {\displaystyle 100\,\ \%=1}
- {\displaystyle 146\,\ \%=1,46}
- {\displaystyle 200\,\ \%=2}
- {\displaystyle 500\,\ \%=5}
- {\displaystyle 1\,\%={\frac {1}{100}}=0{,}01}
- {\displaystyle 100\,\%={\frac {100}{100}}=1}
- {\displaystyle 75\,\%={\frac {75}{100}}={\frac {3}{4}}=0{,}75}
- {\displaystyle 50\,\%={\frac {50}{100}}={\frac {1}{2}}=0{,}5}

Число се изразява в проценти чрез умножение по 100.
- {\displaystyle {\frac {1}{3}}={\frac {1}{3}}\cdot 100\,\%={\frac {100}{3}}\%=33,33\,\%}
- {\displaystyle {\frac {2}{3}}={\frac {2}{3}}\cdot 100\,\%={\frac {2.100}{3}}\%=66,66\,\%}
- {\displaystyle {\frac {4}{5}}={\frac {4}{5}}\cdot 100\,\%={\frac {4.100}{5}}\%=80\,\%}
- {\displaystyle 1{\frac {3}{8}}={\frac {1.8+3}{8}}\cdot 100\,\%={\frac {11}{8}}\cdot 100\,\%=137,5\,\%}
- {\displaystyle 0,05=0,05.100\%=5\,\%}
- {\displaystyle 2,8=2,8.100\%=280\,\%}.

### Процентен пункт
Измененията на показателите, които се изчисляват в проценти (например основния лихвен процент на централната банка), обикновено се изразяват не като процент от изходния показател, а в така наречените „процентни пунктове“, изразяващи разликата между новите и старите стойности на показателя. Например ако в дадена страна [индексът на делова активност (PMI) нарасне от 50 % на 51 %, тогава той се променя с {\displaystyle {\frac {51~\%-50~\%}{50~\%}}={\frac {1}{50}}=0{,}02=2~\%}, а в процентни пунктове изменението е {\displaystyle 51-50=1}.

## Свързани единици
- Разлика в процентни пунктове – 1/100 част от цялото
- Безразмерни единици за следови и ултра-следови съдържания
- Промил (‰) – 1/1000 част
- Базова точка (‱, bp) – 1/10 000 част от цялото, 1/100 от процента
- Милипроцент (pcm) – 1/100 000 част от цялото, 1/1000 част от процента
- Наклон (геодезия)

## Сравнение на величини в проценти
Понякога е удобно да се сравняват две величини не по разликата в техните стойности, а като процент. Например, за да се сравни цената на две стоки не в парични единици, а да се оцени колко цената на една стока е повече или по-малка от цената на друга в процент. Ако сравнението по разлика е съвсем недвусмислено, тоест винаги е възможно да се установи колко една стойност е по-голяма или по-малка от друга, тогава за сравнение в процент е необходимо да се посочи спрямо коя стойност се изчислява процентът. Подобно указание обаче не е необходимо в случаите, когато се казва, че една стойност е по-голяма от другата с брой проценти, надвишаващи 100. В този случай остава само една възможност за изчисляване на процента, а именно разделянето на разликата на по-малкото от двете числа и след това резултатът се умножава по 100.

## Разговорна употреба
- „Работа на процент“ – работа срещу възнаграждение, изчислено в зависимост от печалбата или оборота.
- „Процентчик“ – човек, който заема пари при високи лихви, лихвар.